# Palácio Fantaisie

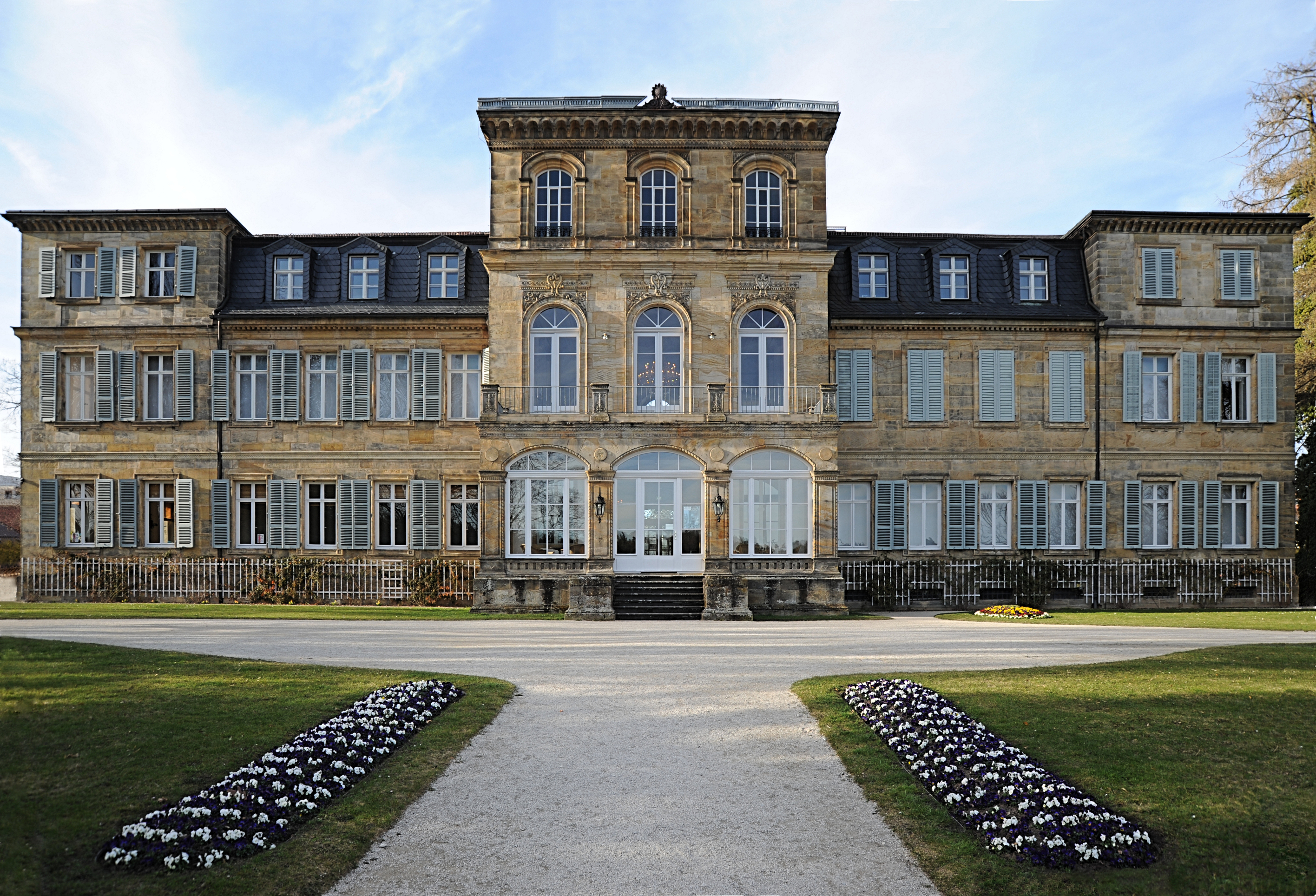

O Palácio Fantaisie, em alemão, Schloss Fantaisie, fica localizado em Eckersdorf no distrito de Bayreuth, na região administrativa da Alta Francónia, estado de Baviera, Alemanha.
O palácio localiza-se 5 quilómetros a oeste de Bayreuth. Foi construído como uma outra residência de Verão (depois do Hermitage de Bayreuth).